# 卡西里山 (塔克納大區)
17°28′0″S 69°48′48″W / 17.46667°S 69.81333°W

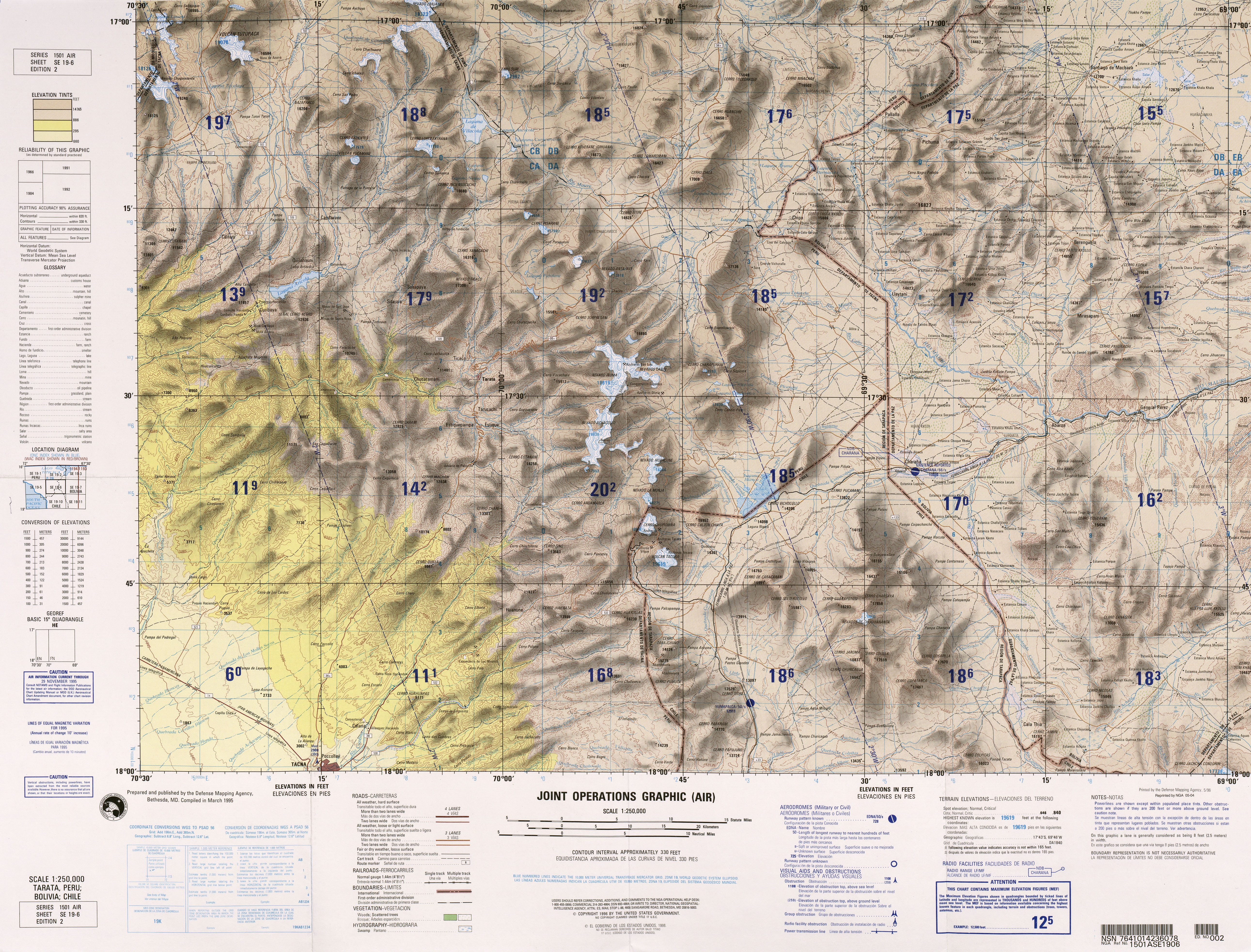

卡西里山（西班牙語：Casiri），是秘魯的山峰，位於該國南部塔克納大區的塔克納省和塔拉塔省，屬於安第斯山脈中巴羅索山脈的一部分，海拔高度約5,650米。